# 信松尼
信松尼（しんしょうに，永祿4年（1561年） - 元和2年4月16日（1616年5月31日））、日本戰國大名武田信玄五女，母為側室油川夫人。出家前稱松姬。

## 武田時期
永祿4年（1561年）出生於甲斐。7歳時與織田信長嫡男織田信忠（11歳）訂下婚約，但沒有實際見過面，都是透過書信往來的柏拉圖式戀愛，在武田家被喚作新館御料人，意為織田家世子的未婚妻。
元龜3年（1572年），父親信玄開始西進，與德川家康發生三方原之戰，信長向德川家派遣援軍而成為武田家的敵人，信忠與松姬（11歳）的婚約也因此解除，儘管如此兩人仍互相思念對方。
天正元年（1573年），信玄病逝，異母兄武田勝賴繼承家督，松姬受其胞兄仁科盛信庇護，移居高遠城下之館。天正8年（1580年），盛信成為高遠城城主。
天正10年（1582年），勝賴於天目山戰死，武田家滅亡，松姬被盛信派人護送到北條家避難，暫居八王子城下的尼姑庵「金照庵」。

## 出家
1582年，信忠遣人迎娶松姬，不料在前往織田家的途中突然聽聞信長、信忠父子於本能寺之變中戰死的噩耗，在本家滅亡與愛人遇害的雙重打擊下看破紅塵，於22歳時在心源院（現・八王子市下恩方町）出家，號信松尼，為武田一族與信忠祈求冥福。
天正18年（1590年）時移居至御所水（現八王子市台町）。一邊修行，一邊於寺子屋近處教孩子們讀寫，也培育蠶，以紡織品的收入來撫養3個女孩。也曾與異母姐見性院共同照護二代將軍德川秀忠之子幸松。
作為前武田家臣、當時為江戶幕府代官頭的大久保長安，幫助信松尼建造其草庵。據說許多武田家的舊臣組成了八王子千人同心伴隨其身旁。
元和2年（1616年）歿，享年56。草庵為現在的信松院。

## 登場作品
小說
- 託孤之約（叢文社、高橋銀次郎著）
- 松姬行（角川春樹事務所、仁志耕一郎（日语：仁志耕一郎）著）
- 松姬街道 高遠〜八王子〜（搖籃社、鈴木晴樹著）
- 戰國姬〜月之卷〜（集英社、藤咲步那（日语：藤咲あゆな）著）

影視劇
- 女人風林火山（日语：おんな風林火山）（1986年、TBS、演：佐藤由紀繪 → 鈴木保奈美）
- 武田信玄（1988年、NHK大河劇、演：上田愛美 → 香川沙美）
- 春日局（1989年、NHK大河劇、演：原知佐子）
- 清須會議（日语：清須会議 (小説)#映画）（2013年、東寶、演：剛力彩芽）

漫畫
- 武田信玄與松姬：生於戰國之世的父女（北泉社、高橋正光（日语：高橋まさみ）作）
- 相伴〜戰國夫婦物語〜（實業之日本社（日语：実業之日本社）、藤見良子作）

遊戲
- Campus 〜起舞櫻花中〜
- 戰國大戰
- 戰國松姬傳

## 脚注
1. ↑  《西山家文言覺書秘傳錄》記載信忠之子三法師為松姬所出，電影《清須會議》便採用這個說法。

## 關聯項目
- 松姬峠（日语：松姫峠）
- 八王子千人同心（日语：八王子千人同心）